# Kismet (1944)
Kismet é um filme estadunidense de 1944 do gênero aventura, dirigido por William Dieterle. O roteiro é baseado na peça do mesmo nome, escrita por Edward Knoblock e que já havia sido filmada anteriormente como musical.

## Elenco principal
- Ronald Colman...Hafiz
- Marlene Dietrich...Jamilla
- James Craig...Califa
- Edward Arnold...Grão-Vizir
- Hugh Herbert...Feisal
- Joy Page...Marsinah
- Florence Bates...Karsha
- Harry Davenport...Agha
- Hobart Cavanaugh...Moolah
- Robert Warwick...Alfife
- Yvonne De Carlo...Serva
- Pedro de Cordoba..Meuzin

## Sinopse
A história se passa em Bagdá na época das lendárias Mil e uma noites. É lá onde vive Hafiz, um mágico e maltrapilho de meia-idade que se autodenomina o "Rei dos Mendigos". De tempos em tempos ele sai à noite com roupas elegantes e então se faz passar pelo fictício "Príncipe de Hassir".  Em uma dessas ocasiões ele encontrou e seduziu Lady Jamilla, a rainha do Harém do malvado Grão-Vizir.
Em sua última escapada, ele livra um jovem mendigo de uma briga. Ele não sabe que este homem é o Califa disfarçado, que anda pelas ruas em busca de informações e que também acabara por se enamorar de Marsinah, a jovem e bela filha de Hafiz.
O Califa descobre os crimes praticados pelo Grão-Vizir e resolve contra-atacar. O Grão-Vizir planeja retaliar e matar o Califa, mas o primeiro atentado fracassa. Enquanto isso Hafiz desconfia que Marsinah se apaixonou por um qualquer e concebe um plano ousado: disfarçado de Príncipe, ele se aproxima do Grão-Vizir com o intuito de fazer com que ele despose sua filha, transformando-a na nova rainha. Mas para isso o Grão-Vizir resolve fazer um acordo com Hafiz: ele deverá usar suas habilidades de ilusionista e matar o Califa.